# Ла Пјастра (Маса-Карара)
Ла Пјастра је насеље у Италији у округу Маса-Карара, региону Тоскана.
Према процени из 2011. у насељу је живело 12 становника. Насеље се налази на надморској висини од 90 м.